# Памятник Мехти Гусейнзаде (Баку)
Памятник Мехти Гусейнзаде (азерб. Mehdi Hüseynzadənin heykəli) — памятник азербайджанскому партизану времён Второй мировой войны, Герою Советского Союза Мехти Гусейнзаде, установленный в 1973 году в столице Азербайджана, в городе Баку, в сквере по улице Бакиханова в районе северного въезда в город. Скульптором памятника является Народный художник Азербайджанской ССР Фуад Абдурахманов, архитектор — Народный архитектор СССР Микаэль Усейнов.
Выразительная фигура Мехти Гусейнзаде в развевающемся плаще и с гранатой в правой руке высится на необработанной глыбе гранита. Как отмечает искусствовед Кямиль Мамед-заде, обращает на себя внимание «точность соотношения пропорций скульптурной и архитектурной частей». Авторами были использованы особенности рельефа нагорной части города, благодаря чему монумент хорошо обозрим. По словам искусствоведа Джамили Новрузовой памятник «совмещает в себе как сложные психологические, так и монументально-декоративные задачи».